# Jacques Willemont
Jacques Willemont, né en Picardie en 1941, est un réalisateur français de films documentaires d’anthropologie, d’archéologie et d’histoire et de programmes multimédias interactifs. Il est à l'origine de deux festivals de films L'homme regarde l'Homme (1975), devenu Cinéma du réel et Cris du monde (2013). Il intervient comme chef opérateur, réalisateur ou producteur sur plus de 35 films de long, moyen et court métrage entre 1968 et 1976, dont La reprise du travail aux usines Wonder en juin1968. Il a suspendu ses activités cinématographiques de 1977 à 2000, pour se consacrer au jeu vidéo et à la vidéo-interactive naissante. Il réalise à nouveaux des films depuis 2001.

## Biographie
Le cinéma prend une place prédominante dans sa vie lorsqu'à 18 ans, il anime un ciné-club au foyer des orphelins de la Poste à Cachan. Vient, ensuite, le temps du service militaire. Sous-lieutenant à Saumur, à l'école de cavalerie, il est affecté dans un régiment de spahis.
Sa vie professionnelle commence lorsqu'en 1966, il entre à l'Institut des hautes études cinématographiques (IDHEC) pour devenir chef-opérateur.
À partir de 1968, il mène des études en ethnologie à l'Université de Nanterre puis de Strasbourg. Un DEA (diplôme en études avancées) parachève ses recherches dans le domaine du cinéma ethnographique.

### La Reprise du travail aux usines Wonder
En mai 1968 (alors qu'il termine ses études à l'IDHEC - future FEMIS), il participe à l'occupation de l'Institut. À partir du 23 mai, dans le cadre de la participation aux États généraux du cinéma des élèves en « grève active », il entame le tournage d'un film documentaire de long métrage qui devait s'intituler Sauve qui peut Trotsky : tournages dans les locaux de l'OCI (Organisation communiste internationaliste), entretien avec Charles Berg (secrétaire général de l’organisation), entretien avec le délégué OCI à la SIDI (imprimerie à Levallois-Perret), séquence au meeting de Charléty le 27 mai… jusque fin juin.
Le 10 juin, avec Pierre Bonneau (en première année à l'IDHEC) qui tient la caméra et Liane Estiez-Willemont qui enregistre le son, il réalise l'une des séquences de ce film, un plan-séquence de 9 minutes, connu sous les titres Wonder, La Reprise du travail aux usines Wonder et Wonder Mai 68. Ce film court, diffusé séparément, est considéré comme le film-phare sur les événements de mai 1968,.

En juillet 1968, Jacques Rivette dira du film : 

« Le seul film intéressant sur les événements (de mai 68), le seul vraiment fort que j'ai vu, c'est celui de la rentrée des usines Wonder, tourné par des étudiants de l'IDHEC, parce que c'est un film terrifiant, qui fait mal. C'est le seul film qui soit un film vraiment révolutionnaire, peut-être parce que c'est un moment où la réalité se transfigure à tel point qu'elle se met à condenser toute une situation politique en dix minutes d'intensité dramatique folle. »

Le film Sauve qui peut Trotsky, n'a pu être terminé, les éléments de montage étant détruits et l'accès aux originaux empêché pour raison politique . Jacques Willemont considère que ce film a été censuré parce que son discours était plus progressiste que celui des trotskistes, à ses yeux réformistes. Le temps lui donne raison dit-il, puisque tous ceux qui ont tenté de le déposséder de son statut de réalisateur de Wonder se trouvent aujourd'hui dans le fauteuil d'un producteur ou dans celui d'un délégué de la CGT.
En 2005, Sébastien Layerle retrouve les négatifs aux Archives Royales de Belgique. Depuis, ils ont été rapatriés aux Archives Nationales françaises de Bois d'Arcy où ils sont conservés.

#### Postérité du film
En 1996, le film Wonder servira de base au film Reprise d'Hervé Le Roux.
Quarante ans plus tard, Jacques Willemont réalise pour France 3, un documentaire intitulé L'autre mai, Nantes mai 68 destiné à montrer que « le Mai 68 du quartier Latin, n'est que la face étudiante d'un conflit dont les paysans et les ouvriers de Nantes ont écrit les plus belles pages. »
En 2018, un extrait de la fameuse scène est rejouée par des lycéens de l'option cinéma du lycée Romain-Rolland d'Ivry-sur-Seine dans le documentaire Nos défaites réalisé par Jean-Gabriel Périot, et sorti en 2019.

### Carrière
En 1972, il crée avec Liane Willemont, sa femme, une société de production garante de sa liberté.
En 1973, à Chicago, lors du Congrès international des sciences anthropologiques et ethnologiques tenu à Chicago, Jean Rouch lui « déclare la guerre » parce qu'il a affirmé à la tribune que « partout dans le monde et particulièrement en France avec le CNRS, peu de films de qualité scientifique étaient réalisés pour le grand public, par ailleurs contribuable, qui finançait les films de tous les ethno-cinéastes de cette assemblée. »[réf. souhaitée]
En 1974, pour faire la preuve qu'il y a un public pour d'authentiques films ethnographiques, il crée une série de 13 films ethnographiques intitulée De l'Afrique et des Africains, à partir de films réalisés par Francine-Dominique Champault, Nicole Echard, Igor de Garine, Jean-Pierre Olivier de Sardan, Guy Le Moal, Viviana Paques… Ces ethnologues collaborent à l'adaptation de leurs films qui avaient été vus précédemment par quelque 2 000 personnes. La série est diffusée entre 1975 et 1976 sur les écrans de 14 télévisions dans le monde, soit 7 à 10 millions de téléspectateurs.
En 1975, il fonde la revue Impact avec Lionel Ehrhard. En 1978, il édite un numéro spécial intitulé Cinémai68 : il y donne la parole à Costa-Gavras, Jacques Rivette, Jacques Doniol-Valcroze, William Klein, Jean-Luc Godard et les équipes de Mai 68.
En 1975 également, il crée le festival L'homme regarde l'Homme à la Maison des arts et de la culture de Créteil, en 1975, avec le soutien d'Olivier Barrot. Lorsqu'en 1978, le festival est accueilli par la BPI (Bibliothèque publique d'information du Centre Georges Pompidou qui vient d'ouvrir), Jean Rouch décide de le récupérer. Pour cela, il emploie des moyens non légitimes. En 1979, le festival est rebaptisé Cinéma du réel.
Pour le panache, Jacques Willemont reconduit L'homme regarde l'Homme la même année, soutenu par l'INA, le CNC et la Mairie de Paris.
Cette guerre mandarinale, menée sans discontinuer, mettra fin à partir de 1979, à l'activité de Jacques Willemont dans le domaine du cinéma ethnologique et sociologique (revue Impact, production de films, Encyclopédie des peuples, festival L'homme regarde l'Homme…). Tout est annihilé.
À partir de 1984, il se consacre à l'édition de programmes culturels et éducatifs sur les supports électroniques et multimédias, dont une série de programmes sur la grotte préhistorique de Lascaux.
Ses dernières réalisations concernent un programme pédagogique en ligne intitulé Ce que nous apprend l'anthropologie, dont le premier titre est consacré aux Gnawa (ou Gnaouas) et le second à l'anthropologue Maurice Godelier.
Il a enseigné l'anthropologie et la communication dans le cadre des sciences sociales pendant trente ans à l'université de Strasbourg. Il a présidé pendant trois ans l'association des auteurs multimédias qu'il a fondée en 1996.
Il est également à l'origine du festival Cris du monde soutenu par Marseille-Provence 2013 et la ville de La Ciotat, dont la première édition s'est déroulée en novembre 2013.
Jacques Willemont poursuit une activité de recherche dans le domaine de la transmission des connaissances avec les outils  numériques, sur des thèmes qui traversent sa vie : Le Gnawa (1969 à aujourd'hui), Lascaux (1986-2015), Godelier (2005 à aujourd'hui). Des sites internet sont édités.

## Filmographie partielle
- 1968: Soto (court-métrage d'Yvan Croce)
- 1968 : La Reprise du travail aux usines Wonder[12]
- 1970 : Moussem et Derdeba (7 production et CNRS)
- 1972 : Lettre de Budapest (réalisateur)
- 1972 : Les Phalènes, long métrage de fiction de Philippe Vallois (J.W. producteur)
- 1972 : Brayer - Weisbuch - Clavé, films documentaires de Henri Raschlé (J.W. directeur de la photographie)
- 1973 : L'Autre France, long métrage de fiction d'Ali Ghalem (J.W. producteur)
- 1973 : La Choule (réalisateur)
- 1974 : L'Indien : avoir 20 ans chez les Piaroa (réalisateur ; conseiller scientifique: Boglár Lajos)
- 1974 : De l'Afrique et des Africains (réalisateur ; conseillers scientifiques : Francine-Dominique Champault, Nicole Echard, Igor de Garine, Jean-Pierre Olivier de Sardan, Guy Le Moal, Viviana Paques, …)[13]
- 1975 : Le jour du départ (chef opérateur ; réalisateur : Jean-Pierre Bonneau - Production: Avril Films)
- 1976 : Un Homme par millions (réalisateur)[14]
- 2005 : Les Sept Couleurs de l'Univers (réalisateur ; conseiller scientifique : Viviana Paques)
- 2007 : Lascaux, un nouveau regard (réalisateur ; conseiller scientifique : Denis Vialou)[15]
- 2008 : L'Autre Mai (réalisateur ; coauteur : Matthieu Maury)[16]
- 2009 : Le Goumbri et ses six femmes (réalisateur)
- 2012 : Gnawa, au-delà de la musique (réalisateur)[17]
- 2020 : Maurice Godelier par Jacques Willemont - film de 3 heures - en cours (réalisateur)
- 2020 : Le monde des Gnawa : gnawa.fr (conception et réalisation)
- 2021 : Godelier.com (conception et réalisation - co-auteurs : Léna Landaud, Lou Revillon).